# Alasdair Whittle
Pour les articles homonymes, voir Whittle.

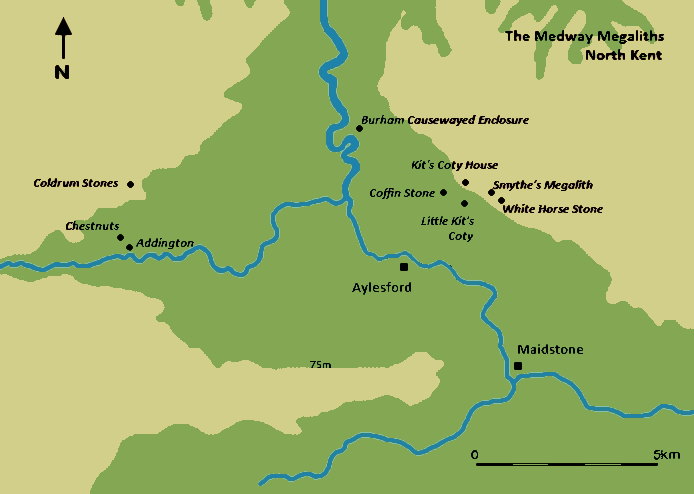
Carte des mégalithes de la vallée de la rivière Medway, dans le Kent, qu'A. Whittle a contribué à explorer.

Alasdair Whittle, né le 7 mai 1949, est un archéologue et préhistorien britannique, spécialiste du Néolithique européen. Il a enseigné à l'université de Cardiff, au Pays de Galles, de 1978 à 2018.

## Formation
Alasdair William Richardson Whittle obtient son doctorat (PhD) de l'université d'Oxford en 1976, avec une thèse intitulée : Le Néolithique ancien en Angleterre méridionale et ses échanges avec le Continent.

## Carrière
Il enseigne à l'université de Cardiff à partir de 1978. Il est nommé professeur en 1997. Il prend sa retraite en 2018.

## Travaux
Alasdair Whittle a notamment dirigé une étude portant sur 300 squelettes du Néolithique dans toute l'Europe, qui a conclu sur l'existence d'inégalités chez les fermiers de cette période.

## Organismes et associations
Il a été élu membre de la British Academy en 1998 et membre fondateur de la Learned Society of Wales en 2010.

## Publications
- (en) Bickle Penny (dir.) et Alasdair Whittle (dir.), The first farmers of central Europe : diversity in LBK lifeways, Oxford, Oxbow Books, 2013, 528 p. (ISBN 978-1-84217-530-9)
- (en) Alex Bayliss (dir.), Frances Healy (dir.) et Alasdair Whittle (dir.), Gathering time : dating the early Neolithic enclosures of southern Britain and Ireland, vol. 1 & 2, Oxford, Oxbow Books, 2011, 992 p. (ISBN 978-1-84217-425-8)
- (en) Alasdair Whittle, Problems in neolithic archaeology, New York, Cambridge University Press, coll. « New Studies in Archaeology », 2009, 232 p. (ISBN 978-0-521-10389-3)
- (en) Alasdair Whittle (dir.) et Vicki Cummings (dir.), Going over : the Mesolithic-Neolithic transition in north-west Europe, Oxford, Oxford University Press, coll. « Proceedings of the British Academy » (no 144), 2007, 632 p. (ISBN 978-0-19-726414-0)
- (en) Douglass W. Bailey (dir.), Vicki Cummings (dir.) et Alasdair Whittle (dir.), (Un)settling the neolithic, Oxford, Oxbow Books, 2005, 149 p. (ISBN 978-1-84217-179-0)
- (en) Alasdair Whittle, Europe in the Neolithic : the creation of new worlds, Cambridge, Cambridge University Press, coll. « Cambridge world archaeology », 1996, 443 p. (ISBN 978-0-521-44920-5)